# Amy Verdun

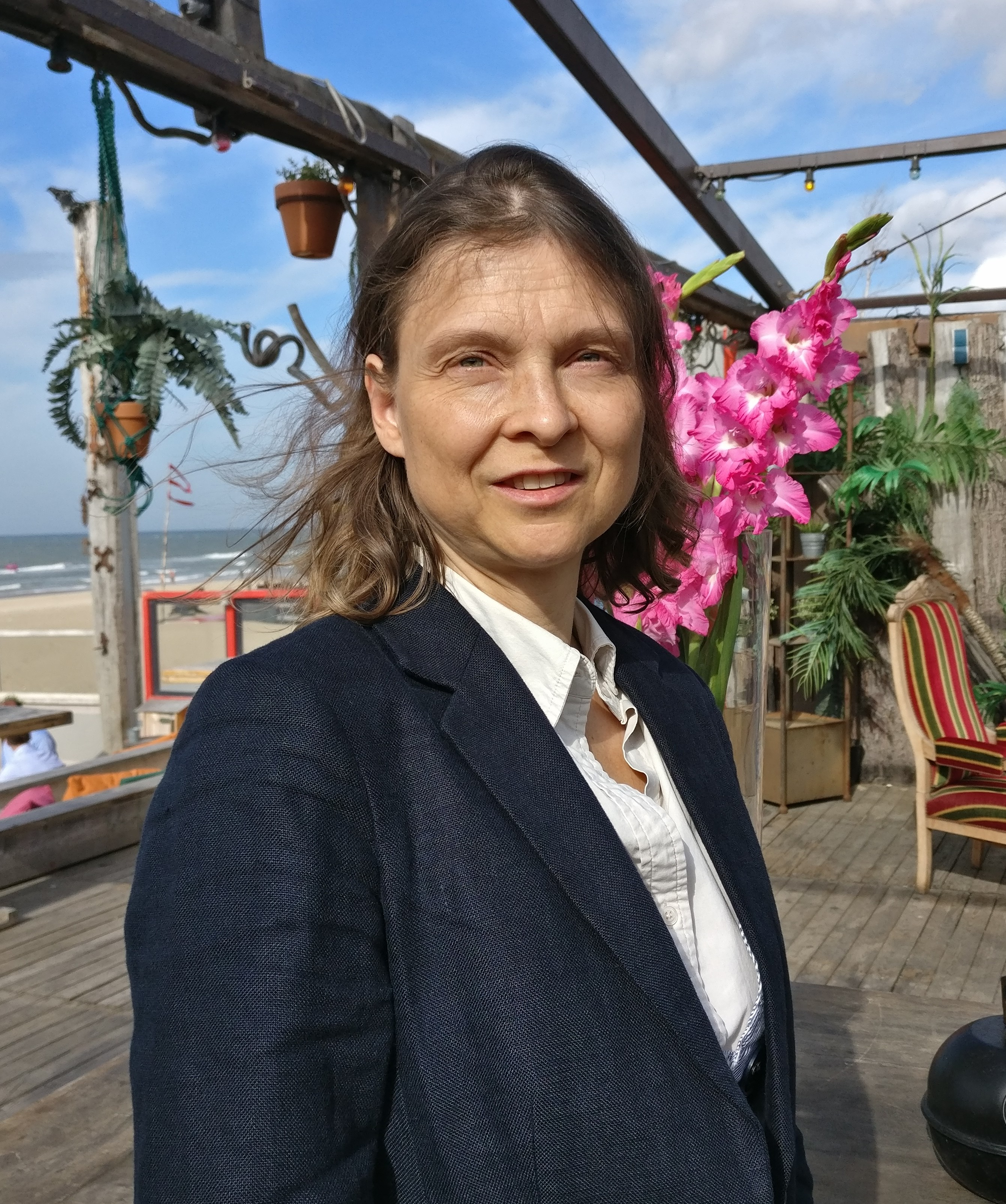
Amy Verdun (2018)

Amy C. Verdun (* 1968 in den Niederlanden) ist eine kanadische Politologin und Professorin für Politikwissenschaften der kanadischen University of Victoria. Sie wuchs in den Niederlanden auf, ihre Eltern sind Kanadier.

## Wirken
Amy Verdun absolvierte ein Masterstudium in Politikwissenschaften mit Schwerpunkt Internationale Beziehungen der Universität von Amsterdam. Sie war von 1991 bis 1992 als wissenschaftliche Mitarbeiterin an der Universität Leiden tätig. Danach absolvierte sie ein Promotionsstudium der Politik- und Sozialwissenschaften am Europäischen Hochschulinstitut in Florenz, das sie 1995 mit dem Grad Ph.D. abschloss.
Von 1995 bis 1996 lehrte sie an der University of Essex. Seit 1997 ist sie Lehrstuhlinhaberin des Jean-Monnet-Lehrstuhls an der Fakultät für Politikwissenschaften der kanadischen University of Victoria leitet dort auch als Direktorin das Jean-Monnet-Kompetenzzentrum. Als Gastprofessorin lehrte sie am Kölner Max-Planck-Institut für Gesellschaftsforschung, 2004 am Institut d’études politiques de Paris und im Herbst 2009 an der Universität Leiden. Seit 2018 ist sie wieder als Gastprofessorin an der Universität Leiden tätig.

### Mitgliedschaften
Verdun war von 1996 bis 2006 Vorstandsmitglied der kanadischen European Community Studies Association-Canada (ECSA-C). Parallel war sie ab 2000 bis 2006 Präsidentin des Forschungskomitees 3 (RC-3) der International Political Science Association (IPSA) und von 2003 bis 2006 Vorstandsmitglied der European University Institute Alumni Association (EUI AA). Von 2005 bis 2007 war sie Schatzmeisterin im Executive Committee-Mitglied der US-Wissenschaft- und Berufsverbands European Union Studies Association (EUSA), danach bis 2009 dort Generalsekretärin. Vom 1. September 2014 bis 31. Januar 2015 war sie Theme Group Fellow des Netherlands Institute for Advanced Study (NIAS), einem Forschungsinstitut in Amsterdam.
2023 wurde Verdun zum Mitglied der Royal Society of Canada gewählt.

### Publikationen
Verdun veröffentlichte bereits weit über ein Dutzend Fachbücher und publizierte zahlreiche Artikel in wissenschaftlichen Fachzeitschriften, unter anderem im Journal of Common Market Studies, bei dem sie seit Juli 2010 Mitherausgeberin ist.